# Seagram
Pour les articles homonymes, voir Seagram Building et Lisa Seagram.
The Seagram Company, abrégé en Seagram, était une entreprise canadienne présente dans le domaine des vins et spiritueux et des médias, basée à Montréal, au Québec. 
Aujourd'hui disparue, elle fut la plus grande entreprise de distillation au monde, avec environ deux cent cinquante marques de boissons et marques dérivées[réf. nécessaire].

## Histoire
En 1857, une distillerie est fondée à Waterloo en Ontario, Canada. Joseph E. Seagram en devient associé en 1869 et l'unique propriétaire en 1883. La compagnie prend alors le nom de Joseph E. Seagram & Sons.
Plusieurs dizaines d'années plus tard, Samuel Bronfman fonde la Distillers Corporation Limited à Montréal. Celle-ci connaît une croissance substantielle dans les années 1920, en partie grâce à la Prohibition aux États-Unis.
Quelques années après la mort de Joseph E. Seagram en 1928 la Distillers Corporation acquiert Joseph E. Seagram & Sons et conserve le nom Seagram. La compagnie est bien préparée pour la fin de la prohibition, qui arrive en 1933, avec des stocks de whisky âgé prêts à être vendus sur le marché américain. Elle prospère en conséquence.
En dépit de son histoire plutôt centrée sur Waterloo, le nom de Seagram est généralement associé à la famille Bronfman. Il est cependant incorrect de dire que Samuel Bronfman a fondé Seagram, puisque le nom de Seagram lui-même est antérieur à Bronfman.
Après la mort de Samuel Bronfman en 1971, Edgar M. Bronfman préside la compagnie jusqu'en juin 1994, époque à laquelle son fils, Edgar Bronfman Jr., est nommé président.
En 1981, disposant de liquidité et voulant se diversifier, Seagram Company Ltd. essaye de prendre le contrôle de Conoco Inc., un producteur américain de pétrole et de gaz important. Bien que Seagram ait acquis 32,2 % de Conoco, une lutte s'engage entre DuPont et Seagram. En fin de compte, Seagram perd cette bataille, mais conserve en échange une participation de 24,3 % dans DuPont. Jusqu'en 1995, Seagram sera le plus grand actionnaire simple de DuPont avec quatre sièges au conseil d'administration.
En 1987, Seagram prend le contrôle du fabricant français de cognac Martell, pour 1,2 milliard de dollars.
Le 6 avril 1995, après avoir été approché par Edgar Bronfman Jr., DuPont annonce le rachat des parts appartenant à Seagram pour 9 milliards de dollars. Seagram est fortement critiqué pour cette vente car sa part de 24,3 % dans DuPont apportait 70 % de ses revenus.

### 1995: prise de contrôle de MCA et Universal Pictures
La raison principale de ce désinvestissement est que Edgar Bronfman Jr., petit-fils de Samuel Bronfman, veut investir dans le divertissement. Bronfman Jr. utilise ces liquidités pour prendre le contrôle de MCA en 1995, qui détient Universal Pictures. Seagram prend également les commandes d'un certain nombre de parcs à thème Universal. 
Afin de regrouper les activités semblables, le groupe décide alors de les séparer en deux filiales différentes : Universal Studios pour les activités cinématographiques et la télévision, et Universal Music Group (UMG) pour les activités musicales,. En 1998, Seagram prend le contrôle de PolyGram, qui sera intégré au sein de UMG.
En juin 1999, le groupe vend les marques Mumm et Perrier-Jouët au fonds américain Hicks, Muse, Tate & Furst, mais conserve la distribution mondiale exclusive pendant 10 ans. Cependant, la distribution et l'exploitation de ces spiritueux seront cédées fin 2000 au groupe Allied Domecq à la suite du rachat de l'activité distillerie par Pernod Ricard. 

### 2000: rachat par Vivendi, Pernod Ricard et Diageo
En 2000, le groupe français Vivendi prend le contrôle de Seagram, mais ne garde que la division divertissement. Il revend la division boissons (excepté le champagne qui fut racheté par le groupe Allied Domecq) à Pernod Ricard, associé à Diageo.
En 2001, The Coca-Cola Company acquiert la gamme des « mélanges » Seagram (bière anglaise au gingembre, eau tonique, soda club et eau de Seltz) de Pernod Ricard et Diageo.

## Marques distribuées
Les marques les plus connues que Seagram possédait étaient Chivas Regal, Crown Royal, Armagnac JANNEAU, VO whiskeys, le rhum Captain Morgan et les jus de fruits Tropicana, aujourd'hui propriété de PepsiCo. Le groupe possédait également les marques de cognac Martell et de champagne Mumm et Perrier-Jouët, revendues ensuite à Allied Domecq (qui sera racheté par Pernod-Ricard en 2005).
Le nom de Seagram vit encore dans les produits Pernod tel que Seagram's Gin et Seagram's Coolers, dans les produits Diageo avec le Seagram's Seven Crown et chez Coca-Cola Company dans les Seagram's mixers line.
En France, la marque distributrice des produits s'appelait Mumm Corima Distribution.